# Pekka Lagerblom
Pekka Lagerblom (ur. 19 października 1982 w Lahti) – fiński piłkarz grający na pozycji pomocnika w IFK Mariehamn.
Lagerblom karierę rozpoczynał w FC Lahti, występującym wtedy w Veikkausliidze. W styczniu 2004 przeszedł do niemieckiego Werderu Brema. Z tym klubem udało mu się wygrać Bundesligę oraz zdobyć Puchar Niemiec. Jednak w bremeńskiej drużynie niewiele występował w pierwszym składzie. Dlatego też sezon 2005/2006 spędził na wypożyczeniu w 1. FC Nürnberg. Latem 2006 zdecydował się na transfer do 1. FC Köln, a rok później podpisał kontrakt z Alemannią Aachen.
W reprezentacji Finlandii zadebiutował 16 listopada 2003, w meczu przeciwko Hondurasowi. Obecnie regularnie powoływany jest do kadry narodowej.
Jest byłym mężem Anny Marii Lewe - siostry popularnej, niemieckiej piosenkarki Sarah Connor